# Apogon gouldi
Apogon gouldi es una especie de pez de la familia de los apogónidos en el orden de los perciformes.

## Morfología
Los machos pueden llegar a alcanzar los 6,6 cm de longitud total.

## Distribución geográfica
Se encuentran al oeste del Atlántico central: Bermudas, Bahamas y México.